# Осада-Лесьна (Нижньосілезьке воєводство)
Осада-Лесьна (пол. Osada Leśna, нім. Obrath) — село в Польщі, у гміні Олесниця Олесницького повіту Нижньосілезького воєводства.
Населення — 70 осіб (2011).
У 1975-1998 роках село належало до Вроцлавського воєводства.

## Демографія
Демографічна структура станом на 31 березня 2011 року:
|          | Загалом | Допрацездатний вік | Працездатний вік | Постпрацездатний вік |
| -------- | ------- | ------------------ | ---------------- | -------------------- |
| Чоловіки | 38      | 13                 | 23               | 2                    |
| Жінки    | 32      | 5                  | 18               | 9                    |
| Разом    | 70      | 18                 | 41               | 11                   |